# Henri Cornet
Henri Cornet, född 4 augusti 1884 i Desvres, död 18 mars 1941 i Prunay-le-Gillon, var en fransk tävlingscyklist som vann Tour de France 1904 som 19-åring. Han är därmed loppets genom tiderna yngsta segare. Cornet vann loppet efter att de ursprungliga fyra i ledningen hade diskvalificerats. Den regerande mästaren från året innan, Maurice Garin, som först utropades som segrare, diskades för att ha liftat med ett tåg. 
Utöver segern i Tour de France blev Cornets enda seger Paris–Roubaix 1906.